# (73927) 1997 MK11
(73927) 1997 MK11 – planetoida z pasa głównego asteroid okrążająca Słońce w ciągu 4,12 lat w średniej odległości 2,57 j.a. Odkryta 28 czerwca 1997 roku.